# Nationale Nederlanden (voetbalclub)
VV Nationale Nederlanden  was een Nederlandse amateurvoetbalclub uit Den Haag, opgericht in 1923.
De club was onderdeel van de personeelsvereniging van Nationale-Nederlanden, afdeling voetbal Den Haag. Het was een kleine club. Het eerste elftal speelde sinds het seizoen 2010/11 in de Reserve klasse zaterdag.
Tot 2004 speelde de club in Kijkduin en sindsdien in Loosduinen op Sportpark Madestein dat het deelt met zondagvereniging ADS. De club kampte met vergrijzing en na het seizoen 2013/14 werd VV Nationale Nederlanden opgeheven en gingen de teams verder als zaterdagafdeling van ADS.
Het hoogste niveau waarop Nationele Nederlanden speelde was de 4e klasse. Dit was in het seizoen 2000-2001 na het kampioenschap in de 5e klasse. Na een seizoen degradeerde de club weer naar de 5e klasse. 

## Erelijst
- 1988-1989 Kampioen 1e klasse B afd. Den Haag
- 1999-2000 Kampioen 5e klasse C